# Брейн-ринг
Брейн-ринг — гра між двома (і більше) командами у відповіді на питання. Ідея гри двох команд належить Володимиру Яковичу Ворошилову та висловлено ним у книзі «Феномен гри». Перша гра пройшла між дніпропетровським і одеським клубами «Що? Де? Коли?». Саму ж назву гри придумали в Дніпрі Борис Бородін, Оксана Балазанова, Марина Білоцерківська та Олександр Рубін у 1987 році, після перших міжнародних ігор «Що? Де? Коли?». Вони ж зареєстрували перші правила цієї гри у 1988 році. На телебаченні стала виходити з 1990 року.
В Україні програма виходила на телеканалах «ТРК Київ» (2007—2008) та «К1» (2011). Ведучими української версії були письменник Олесь Бузина та учасник дуету «Брати Шумахери» і актор «Студії Квартал-95» Юрій Великий. Крім цього, у 2006 році виходила на телеканалі «Інтер» дитяча версія програми «Teen-ринг» (режисер-постановник — Андрій Козлов, продюсер — Ігор Кондратюк, ведучий — Борис Бурда).

## Правила гри
Дві команди гравців одночасно намагаються відповісти на одне і те ж питання протягом певного відрізку часу. Право відповіді отримує команда, яка першою натиснула на кнопку. Якщо вона відповідає неправильно, друга команда має можливість дати свій варіант відповіді (зазвичай їй ще дається час на обговорення). Кожна правильна відповідь приносить команді очко. Виграє команда, яка першою набрала визначену регламентом змагань кількість очок.
Існує кілька версій правил «Брейн-рингу», що відрізняються кількістю розігруваних питань та способом нарахування очок за правильні відповіді.